# 臺北計程車騷亂
臺北計程車騷亂為1995年8月16日至18日發生於臺灣臺北市及臺北縣（今新北市）的數起因為計程車駕駛糾紛，而後來引發全民計程車隊和北區無線電計程車聯誼會的一起大規模衝突。
1995年8月16日，因雙方計程車司機發生口角糾紛，彼此各擁有倚靠計程車行，這起糾紛後於隔日凌晨時分衍生成兩家計程車行的聚眾鬥毆事件，彼此都以無線電呼叫所屬車行旗下各路人車聚集於臺北市文山區羅斯福路、汀州路口，隨即爆發街頭巷戰。於公館圓環以及福和橋下的空地都有發生鬥毆事件，雙方互相丟擲汽油彈，傷亡人數不明，電影《黑金》有片段是取材自本次事件。街頭衝突持續至18日晚上8點多，臺北市政府警察局及臺北縣警察局緊急調動大批優勢警力介入，以停業方式約束雙方的計程車行繼續展開報復行動，並由時任臺北縣縣長尤清親自出面處理調停，這起事件也連帶將其它兩家計程車行捲入。

## 背景
1994年8月19日，上百輛全民計程車隊集結包圍中華民國交通部，抗議靠行制度。
1994年中華民國省市長暨省市議員選舉期間，全民車行公開支持參選臺灣省省長的民主進步黨籍候選人陳定南，但由於新黨籍的候選人朱高正在電視辯論會中同陳定南有衝突，所以全民車行在11月27日組織人手打砸朱高正中區競選總部。此舉引發新黨之創黨人兼臺北市市長候選人的趙少康公開指責全民車行縱容暴力。12月16日，全民車行再度組織成員包圍新黨黨部，引發雙北部分路段塞車。

## 經過

### 起因
1995年8月16日晚上11時50分許，一部大豐車行編號529的計程車從永和行駛水源快速道路下基隆路引道時，與另一部全民計程車發生超車爭道，兩部車在下快速道路行至羅斯福路公館圓環前，司機下車理論，發生互毆。這兩名司機都以無線電呼叫同車行的司機到場聲援，不過經過私下進行和解協調，事態迅速平息，臺北市警察局只派出部分警力維持現場。

### 8月17日凌晨：公館圓環暴動
8月17日凌晨1時30分許，一部車號DI-120的全民計程車從景美方向行經公館圓環要轉往基隆路，在大安分局羅斯福路派出所前，被四、五部大豐車行司機攔下，司機見狀迅速逃逸，車子則被砸毀，這是雙方的第二次衝突。一時之間，在各地的十多輛大豐計程車及二十多輛全民計程車，紛紛趕到事發現場。
凌晨2時14分許，趕來聲援而滯留在汀州路的全民計程車司機，分持武士刀、木棒、催淚瓦斯等物品，從巷道內鑽出，將停放在羅斯福路旁大豐等車行的30餘部計程車全部砸毀，由於大部分車子被砸的司機都在車內待命，對突如其來的攻擊一時無法還擊，此時大豐等車行的其他聲援車隊也趕來，雙方一場混戰，其中有兩名大豐車行司機受傷，緊急送往三軍總醫院急救，全民車行也有一位司機肋骨受傷。
凌晨2時30分許，大批警力完成部署，將雙方人馬隔離，警察並在羅斯福路與新生南路口、基隆路口等地進行交通管制，不讓其他計程車進入。
凌晨2時50分許，臺北市政府警察局局長黃丁燦抵達現場指揮，並找雙方代表進行談判協商，但全民車行無人出面，迄3時40分許，代表大豐車行的北區無線電計程車聯誼會發表聲明同意撤離車隊，並經警察疏導交通後離去，而全民車隊也離去，約4時20分許，該地聚集的車隊全部離開，羅斯福路大規模衝突告一段落。

### 8月17日早晨：全民計程車總部遇襲
8月17日上午7時許，以天藍、大豐計程車為主的北區無線電計程車聯誼會車子到三重重新橋下的全民會址，砸毀全民的車輛21輛，和一輛民主進步黨總統候選人彭明敏的宣傳車。此外，該會以貨櫃組成的辦公室中的一個貨櫃遭兩名不明人士持汽油彈燒毀。
與此同時，20餘輛包括有新生活、合堂等車行的車上均坐滿人的計程車，在三重市內持棍棒猛砸路遇的所有全民計程車。多輛未參與衝突的全民計程車司機都還搞不清發生什麼事，在了解狀況後拆掉車頂上印有「全民」的車燈殼，以求明哲保身。在連續的幾波衝突後，北市、北縣街頭可以服務的計程車數量銳減，有叫不到計程車的奇特現象。接下來的幾小時，雙方都按兵不動，但各地仍傳來零星的衝突。

### 8月17日傍晚：調解失敗
由於雙方都不接受警察的協調，在時任臺北縣縣長尤清要求下，警察再次連絡雙方於傍晚5時30分協商。全民計程車代表在臺北縣政府接受訪問表示，絕不妥協；也有代表要求北區聯誼會要登報公開道歉，賠償他們精神、車輛、人員的損失。尤清希望雙方不要擴大事端，儘快和解；臺北縣警察局三重分局分局長吳光星則否認警察指揮北區的計程車去砸全民的辦公室，當時因人手不足，所以未立即處理。
北區聯誼會不願意與全民協調，秘書長周文成表示，時任臺北縣縣長尤清與臺北市市長陳水扁一樣都是民進黨籍，全民又素來支持民進黨，他們已受夠全民了，他擔心尤清不能公正處理，所以拒絕參加。
經警察一再連絡，晚間6時45分，北區聯誼會方面的人員到臺北縣政府，經臺北縣縣長尤清一再勸說，才決定雙方各派三人闢室密商解決辦法。晚上八時，尤清對外宣布說，雙方已達成共識，願意立刻呼籲停止互相砸車、打人的行動，至於賠償問題以後再協調。但此時，雙方已經在二重疏洪道爆發了又一次混戰，北區聯誼會方面立即表示共識以及協議均為無效。

### 8月17日夜：二重疏洪道衝突
17日晚上7時20分，在板橋市天藍車行待命的北區成員駕駛廿多輛計程車，再度直衝二重疏洪道內的全民休息站，四、五十人拿著木棍、鐵條，下車就猛砸全民的計程車，全民司機見狀，拿木棍等追打北區成員，儘管雙方成員各綁紅色、白色布條來識別，由於夜間照明不佳，而且混戰成一團，連警察都無法辨識。這一波的衝突直到臺北縣警察局三重分局緊急動員二百多名鎮暴警察，把雙方區隔開來才暫時停止。北區計程車無線電台聯誼會的成員至少有五人受傷，被緊急送往臺北縣立三重醫院急救，全民的計程車有十多輛被砸毀。
三重分局再增派保安警察前往支援，七百名警察把雙方隔開，不過并未使雙方的情緒降溫。晚間9時10分，全民司機丟出數顆汽油彈，鎮暴警察差點被汽油彈打中而散開，使雙方失去區隔，北區聯誼會成員趁機衝出，再度與全民司機各拿木棍互毆。先前被汽油彈衝散的鎮暴警察根本擋不住，有一名全民的司機駕駛計程車衝出，二名男子撞傷，加上在雙方棍棒混戰時受傷的數人，都被救護車送到縣立三重醫院急救。經警察用消防車噴水後，并用大批警察當人牆，再把雙方區隔開來。
深夜11時15分，全民司機50餘人開始在總部集結，由於人多勢眾，在有人高喊戰鬥後，分成兩批經中興橋及重新橋「遊街」，經中興橋的在途中砸毀了兩輛停在路邊的大豐車行計程車後折回，另一批則砸毀一輛在重新橋下迴轉道旁的天藍車行計程車。
兩百多名大豐計程車司機17日整夜守候在新店市北新路的大豐車行總部，由於數度傳出全民計程車要前來「討公道」，警察封鎖大豐車行附近道路，並調集大批警力，到18日交通管制方才解除。

### 8月18日起：事態平息
8月18日，北區聯誼會與全民計程車均固守本方陣地，現場氣氛均相當凝重。全民計程車會會長翁明崧表示，此次衝突是因為大豐車行等人員到他們總部挑釁，他們不得不反擊，事情發展到這樣，不是他所願見。
上午11時30分許，兩輛全民計程車進入總部，從後車廂卸下一大批削尖鋼管。警察則全天在場嚴陣以待，至傍晚圍觀的民眾又漸漸增多，但未再有發生衝突。為了避免桃園捲入騷亂，桃園縣警察局亦勸告桃園縣境內的無線電計程車不要北上聲援或參與計程車械鬥事件。
12時許，近40部全民計程車，前往板橋北聯的大本營滋事，不過在警方嚴密防範下，衹砸毀一部天車輛後，即趁隙逃逸，車隊於中午往三重總部移動，在經過迴龍附近時又砸毀一部正行駛的計程車。
18日下午，台北縣市分別就全民計程車與北聯計程車衝突事件展開偵辦。
8月19日，由於又發生零星砸車衝突事件，加之警方搜查全民的總部，十多名全民計程車的司機，在三重中興橋頭成功路席地抗議警方搜索全民的總部，使得台北市下中興橋的車輛過不去，下重新橋的車輛也因為有的車輛左轉九十五巷口塞車，全部動彈不得，亂成一團，車流均回堵到兩座橋的台北市和新莊市端，阻塞近一小時。經三重分局長吳光星和他們溝通，保證會保護全民總部安全，司機們才起身一面高喊「戰鬥」離去。
19日夜，尤清再度組織雙方協商。晚上9時45分雙方達成協議，答應立刻停止相互攻擊行為，隨後由雙方的代表人分別發表聲明。

## 反應
- 時任台北縣縣長尤清，於1995年8月19日進行斡旋，全民、北區聯出租車行宣布停止械鬥。
- 時任台北市副市長陳師孟表示，不應把所有的事歸咎全民計程車行，警方應可以跟他們溝通，並批評台北縣警方嚴重失職。[11]三重分局長吳光星表示，衝突事件發生前他已經授權給各個幹部，而且過程一直有變化，不能一切都要指揮官來說話；他認為陳師孟不在現場，評論并不客觀。
- 在全民和北區計程車聯誼會司機雙方在三重市二重疏洪道全民總部前爆發械鬥場面時，原本將雙方人馬隔開的鎮暴警察，卻一下子被衝散，少數員警企求保身的念頭和做法，使得雙方人馬得以毫無顧忌開打，警方也因此備受指責。

## 另見
- 台灣計程車
- 香港的士罷駛事件

### 其他新聞
- . 中央社. 1995-08.

### 相關影片
- 臺灣電視公司. . 新銘錄影工作室 0982501853 (YouTube). 2013-02-04  [2022-10-11]. （原始内容存档于2015-07-19）.